# لاپارنتوسور
لاپارنتوسور (نام علمی: Lapparentosaurus) نام یک سرده از راسته خزنده‌کفلان است.